# Szilágyi Károly (operaénekes)
Szilágyi Károly (Hegyközcsatár, 1943. –) operaénekes (bass-bariton).

## Életrajz
1950–1957 között Hegyközcsatáron járta ki a hét elemi osztályt. Ezt követően Nagyváradra költözött, szülőfaluját azonban nem felejtette el, gyakran kijárt futballozni motorkerékpárján a településre.
1959–1961 között a nagyváradi Francisc Hubic nevét viselő Zeneiskolában tanult. Ebben az időszakban végzett a színész: Széles Anna és Adrian Pintea; a román népzene kiválóságai: Florica Ungur, Florica Duma, Florica Zaha, Maria Haiduc; Az opera berkein belül együtt végzett Alexandru Pantea-val, aki (1990-ben) a bécsi opera tenorénekese, Pánti Anikó szoprán énekesnővel, aki (1990-ben) a budapesti operaház énekesnője lett.
1977-ben végezte el tanulmányait a kolozsvári Gheorghe Dima Konzervatóriumban. Külföldre távozásáig a Kolozsvári Állami Magyar Opera fiatal generációjának legtehetségesebb magánénekesei közé tartozott, majd rendszeresen sikerrel szerepelt a vezető európai operaházakban.
1985-től Essenben lépett fel. Énekelte Petur bán szerepét Erkel Ferenc: Bánk bán című operájában, Valentint Gounod: Faust és Escamillot Bizet: Carmen című operájában.
2004. november 22-én nagyszabású humanitárius koncerten lépett fel az Esseni Operaházban (Essen (Észak-Rajna-Vesztfália)), „A romániai utcagyerekekért” címen. A bevételt az értük dolgozó egyesületek hivatalok javára gyűjtötték össze. Mark Adler (tenor) és Martina Serafin (szoprán) társaságában lépett fel; Humánus ember lévén szívén viseli az egykori hazájában élő szülők nélkül sodródó gyerekek sorsát;

## Fellépések
- Verdi: Simon Boccanegra (1997, Essen);
- Ludwig van Beethoven: Fidelio – 13 előadás (1997-1998);
- Verdi: Don Carlos (1998, Essen);
- Beethoven: Fidelio (1998, Essen);
- Donizetti: Éljen a mama! – 11 előadás (1999-2000);
- Verdi: Rigoletto – 8 előadás (1999-2000);
- Verdi: Álarcosbál – 13 előadás (1999-2000);
- Verdi: Otelló – 4 előadás (2000);
- Verdi: Aida – 3 előadás (2000);
- Bizet: Carmen (2001, Essen);
- Verdi: Álarcosbál (2001, Essen);
- Verdi: Luisa Miller – 8 előadás (2001-2002);
- Humperdinck: Hänsel und Gretel (Jancsi és Juliska) 9 előadás (2001-2002);
- Puccini: La Fanciulla del West (A Nyugat lánya) – 9 előadás (2002);
- Puccini: Tosca – 1 előadás (2002);
- Verdi: Luisa Miller – 8 előadás (2002-2003);
- Puccini: La Fanciulla del West (A Nyugat lánya) – 8 előadás (2002-2003);
- Bellini: A puritánok – 10 előadás (2002-2003);
- Humperdinck: Hänsel und Gretel (Jancsi és Juliska) 8 előadás (2002-2003);
- Verdi: Aida – 4 előadás (2003);
- Mozart: Varázsfuvola – 18 előadás (2003-2004);
- Verdi: Álarcosbál – 6 előadás (2004-2005);
- Giordano: Andrea Chénier – 5 előadás (2004-2005);
- Puccini: Manon Lescaut – 10 előadás (2005);
- Verdi: Falstaff – 11 előadás (2005);
- Verdi: La forza del destino (A végzet hatalma) – 17 előadás (2005-2006);
- Puccini: Manon Lescaut – 7 előadás (2005-2006);
- Verdi: Falstaff – 5 előadás (2005-2006);
- Verdi: Luisa Miller – 7 előadás (2006);
- Strauss: Die Frau ohne Schatten (Az árnyék nélküli asszony) – 2 előadás (2006);
- Puccini: La Fanciulla del West (A Nyugat lánya) – 4 előadás (2006);
- Verdi: Aida – 3 előadás (2006);
- Puccini: Tosca (2006-2007, Essen);
- Donizetti: Lucia di Lammermoor (A Lammermoori Lucia) – 7 előadás (2006-2007);
- Verdi: La forza del destino (A végzet hatalma) – 13 előadás (2007);
- Verdi: Falstaff – 4 előadás (2007);
- Verdi: Otelló – 1 előadás (2007);
- Verdi: La forza del destino (A végzet hatalma) – 6 előadás (2007-2008);
- Puccini: Tosca – 4 előadás (2008);
- Strauss: Die Frau ohne Schatten (Az árnyék nélküli asszony) – 3 előadás (2008);

Utolsó szerepei Lescaut Puccini: Manon Lescaut-ban és Enrico Donizetti: Lucia di Lammermoor-ban. 

## Díjak
- 1977-ben A „Maria Canals” énekverseny győztese lett Barcelonában
- 2001. június 10-én „Kammersänger” címet kapott

## Diszkográfia
- Arias album, 1989, a Zebulon kiadó gondozásában, Budapesten
- Élő felvétel egy budapesti koncertről Lando Bartolinivel, 1989-ben
- P. Mascagni "Lodoletta" c. operájának lemezfelvétele 1990-ben a Hungaroton zenemű kiadónál, Budapesten